# Elaphognathia discolor
Elaphognathia discolor är en kräftdjursart som först beskrevs av Nunomura 1988.  Elaphognathia discolor ingår i släktet Elaphognathia och familjen Gnathiidae. Inga underarter finns listade i Catalogue of Life.